# Сушено воће
Сушено воће је воће из којег је већина изворног садржаја воде уклоњена природним путем, сушењем на сунцу или употребом специјалних сушара или дехидратора. Сушено воће има дугу традицију употребе која датира још од четвртог миленијума пре нове ере у Месопотамији, а вредно је због свог слатког укуса, хранљиве вредности и дугог рока трајања.
Данас је широко распрострањена употреба сушеног воћа. Готово половина сушеног воћа које се продаје је суво грожђе, а затим урме, шљиве, смокве, кајсије, брескве, јабуке и крушке. То је „конвенционално“ или „традиционално“ сушено воће: воће које је сушено на сунцу или у сушарама. Многа воћа попут брусница, боровница, вишања, јагода и манга пре сушења се заслађују (нпр. сирупом сахарозе). Неки производи који се продају као сушено воће, попут папаје, кивија и ананаса, најчешће су кандирано воће.
Сушено воће задржава већину хранљивих вредности свежег воћа. Специфични садржај хранљивих састојака у различитим сушеним плодовима одражава њихов свежи производ и начин обраде.

## Историја
Традиционално сушено воће попут сувог грожђа, смокава, урми, кајсија и јабука представља основну храну медитеранске исхране већ миленијумима. То је делом последица њиховог раног узгајања у блискоисточном региону познатом као Плодни полумесец, који чине делови модерног Ирана, Ирака, југозападне Турске, Сирије, Либана, Палестине, Израела и северног Египта. Сушење или дехидратација такође су били најранији облик конзервисања хране: грожђе, урме и смокве које су пале са дрвета или винове лозе сушиле би се на врелом сунцу. Рани ловци-сакупљачи приметили су да ово опало воће задржава јестив облик и ценили су га због његове стабилности, као и због концентрисане слаткоће.
Најранији забележени помен сушеног воћа може се наћи у месопотамским плочицама које датирају око 1500. године п. н. е, а које садрже вероватно најстарије познате писане рецепте. Ове глинене плоче, написане на акадском, свакодневном језику Вавилоније, биле су исписане клинастим писмом и говоре о исхрани заснованој на житарицама (јечам, просо, пшеница), поврћу и воћу попут датула, смокава, јабука, нара и грожђа. Ове ране цивилизације користиле су датуле, сок од датула упарен у сируп и суво грожђе као заслађиваче. Сушено воће су стављали у хлебове за које су имали више од 300 рецепата, од једноставног јечменог хлеба за раднике до врло сложених, зачињених колача са медом за палате и храмове.
Датула или урма је била једно од првих култивисаних стабала. Припитомљено је у Месопотамији пре више од 5000 година. Сељаци у Месопотамији су их сушили и јели као слаткише. Биле свеже, мекано или тврдо сушене, давале су карактер месним јелима и питама од жита. Путници су их ценили због енергије и препоручивали су их као стимулансе против умора.
Смокве су такође биле цењене у раној Месопотамији, Палестини и Египту, где је њихова дневна употреба вероватно била већа или једнака оној од датула. Поред тога што се појављују на зидним сликама, многи примерци су пронађени у египатским гробницама као погребни прилози. У Грчкој и на Криту смокве су врло брзо расле и биле су основна врста сиромашних и богатих, посебно у сушеном облику.
Узгој грожђа први пут је почео у Јерменији и источним регионима Медитерана у 4. веку п. н. е. Овде се сушено грожђе производило закопавањем грожђа на пустињском сунцу. Врло брзо, производња грожђица проширила се северном Африком, укључујући Мароко и Тунис. Феничани и Египћани популаризовали су производњу грожђица, вероватно због савршеног окружења за сушење на сунцу. Стављали су их у тегле ради чувања и убацивали у хлеб и разна пецива, са медом, млеком и јајима.
Са Блиског истока, ово воће се ширило кроз Грчку до Италије, где је постало главни део исхране. Древни Римљани јели су грожђице у спектакуларним количинама и на свим нивоима друштва, укључујући их у кључни део заједничких оброка, заједно са маслинама и воћем. Хлеб са сувим грожђем био је уобичајен за доручак и конзумирао се са житарицама, пасуљем и млеком. Грожђице су биле толико цењене да су превазилазиле прехрамбено царство и постајале награде за успешне спортисте.
Имати сушено воће било је неопходно у старом Риму, јер ова упутства за домаћице око 100. п. н. е. кажу: „Она мора имати при руци кувану храну за себе и за слуге. Мора да држи много кокоши и да има пуно јаја. Она мора да има велику продавницу сувих крушака, сорба, смокава, сувог грожђа, сорба у мошту, конзервисаних крушака и грожђа и дуња. Све то она мора марљиво чувати сваке године.“
Суве смокве изједначене су са хлебом и чиниле су главни део зимске хране сељака. Зачињавали су их зачинима попут кима, семена аниса и коморача или препеченим сусамом, умотане у лишће смокве и чуване у теглама. У данашње доба главни произвођачи смокве налазе се у Израелу и земљама у окружењу, Гази и многим другим арапским земљама.
Шљиве, кајсије и брескве су пореклом из Азије. Припитомљене су у Кини у 3. миленијуму п. н. е. и прошириле су се у Плодни полумесец где су такође биле веома популарне, свеже и сушене. У Грчку и Италију стигли су много касније и биле су веома скупе, али цењене у припреми гурманских јела са портом, медом и зачинима. На исти начин, сушено воће попут пистаћа, индијског ораха и бадема такође је настало у Бразилу 1500. године. Због својих тврдих омотача прво су их сматрали нејестивим.
Данас се сушено воће производи у већини региона света, а потрошња се јавља у свим културама и демографским сегментима. У Сједињеним Државама Американци су у просеку потрошили 2,18 lb (1 kg) (прерађена тежина) сушеног воћа у 2006. Суво грожђе чинило је око две трећине овога. Калифорнија производи највећи проценат усева сувог воћа у САД и свету . Иако се ово воће у прошлости обично сушило на сунцу, сада се само суво грожђе суши на природном сунцу.
Воће се може сушити у целини (нпр. грожђе, бобице, кајсија, шљива), као половине или у облику кришки (нпр. манго, папаја, киви). Алтернативно се могу исецкати након сушења (нпр. урме), направити пасте или концентровани сок. Садржај заостале влаге може варирати од малог (3—8%) до значајног (16—18%), у зависности од врсте воћа. Воће се такође може сушити у облику пиреа, или у праху. Можу се сушити смрзавањем (лиофилизација). Свеже воће се замрзава и ставља у комору за сушење под вакуумом. Воће постаје врло лагано и хрскаво и задржава већи део свог првобитног укуса. Суво воће широко користи кондиторска, пекарска и индустрија слаткиша. Постројења за производњу хране користе сушено воће у разним сосовима, супама, маринадама, украсима, пудинзима и храни за новорођенчад и децу.
Као састојци припремљене хране, сокови од сушеног воћа, каше и пасте дају рецептурама сензорне и функционалне карактеристике:
- Висок садржај влакана пружа способност упијања и везивања воде, омекшавања и хранљиве састојке.
- Органске киселине попут сорбитола делују као овлаживачи, пружају стабилност теста и контролишу активност воде.
- Воћни шећери додају слаткоћу, влажност и површинско руменило и контролишу активност воде.
- Воћне киселине, попут јабучне и винске киселине, доприносе побољшању укуса и делују као антимикробна средства (сузбијају раст плесни и бактерија).
- Витамини и минерали повећавају хранљиву вредност.
- Фенолна једињења успоравају оксидацију липида у месу. Додају природну боју карамеле.

Високе температуре сушења и обраде, својствени низак рН плода, ниска активност воде (садржај влаге) и присуство природних антимикробних једињења у сушеном воћу чине га стабилном храном. Случајеви болести које се преносе сувим воћем као храном нису познати.
Сумпор-диоксид се користи као антиоксиданс у неким сушеним плодовима ради заштите њихове боје и укуса. На пример, у златним сувим грожђицама, сушеним бресквама, јабукама и кајсијама сумпор-диоксид се користи да спречи да изгубе светлу боју блокирајући реакције порумењивања које потамњују воће и мењају њихов укус. Током година, сумпор-диоксид и сулфити су користиле многе популације у разне сврхе. Сумпор-диоксид је први пут коришћен као додатак храни 1664. године, а касније је одобрен за такву употребу у Сједињеним Државама још 1800-их.
Сумпор-диоксид, иако је безопасан за здраве особе, може изазвати астму када га осетљиви људи удахну или уносе. Америчка управа за храну и лекове (ФДА) процењује да је једна од сто особа осетљива на сулфите, а око 5% астматичара такође ризикује да пати од нежељене реакције. Сходно томе, ФДА захтева од произвођача хране и прерађивача да открију присуство сулфитних средстава у концентрацијама од најмање 10 делова на милион.
У Тајпеју на Тајвану, градска здравствена анкета из 2010. године открила је да једна трећина тестираних производа од сушеног воћа није прошла стандардне здравствене тестове, а већина их има прекомерне количине натријум цикламата, од којих су неке 20 пута веће од законске границе.

## Здравље
Традиционално сушено воће има низак до умерени гликемијски индекс (ГИ) - меру како храна утиче на ниво шећера у крви. ГИ мери одговор појединца на конзумирање хране која садржи угљене хидрате (обично 50 грама од доступних угљених хидрата) у поређењу са реакцијом појединца на исту количину угљених хидрата из белог хлеба или глукозе. Храна која садржи угљене хидрате класификована је са високим ГИ (изнад 70), умереним (56–69) или ниским (0–55). Храна са високим садржајем влакана углавном има низак ГИ. Међутим, други фактори такође доприносе гликемијском одговору хране, као што су врста присутних угљених хидрата или шећера, физичке карактеристике матрице хране и присуство органских киселина.
Пошто не садржи воду, сушено воће има знатно већи садржај калорија неко свеже, па је боље јести га у малим количинама. Из истог разлога садржи велике количине шећера, витамина, минерала и влакана. 100 г сушених банана садржи 346 калорија (а свеже само 90). Сушене кајсије садрже 12 пута више витамина А него свеже. Сушене смокве садрже чак 66% шећера.
Висок садржај влакана повољно утиче на рад црева. Бројне студије су потврдиле да чак и мининалана унос сушеног воћа дневно помаже у нормализацији варења и решавању проблема повезаних са радом црева.

## Методе дехидратације
Методе дехидратације помажу у спречавању кварења хране и одржавању током дужег временског периода. Помажу да се смањи садржај воде у воћу и поврћу како би се спречио раст бактерија, квасца или гљивица. Постоји неколико поступака који се могу применити у производњи сушеног воћа као што су сушења на сунцу, сушење ваздухом, сушење смрзавањем и вакуумско микроталасно сушење. Сваки процес има своје предности и недостатке.

## Галерија
- Сушено воће
- Сушено воће
- Продавац сушеног воћа у Јерменији
- Сушено воће на пијаци у Јерменији
- Сушено воће у теглама